# Proverbe
Proverbe este un film românesc din 1993 regizat de Liana Petruțiu.

## Prezentare
O frază recurentă în film, este „lunea nici iarba nu crește”.